# The Singles Collection
The Singles Collection друга компилација хитова америчке певачице Бритни Спирс објављена у част њене десетогодишње сарадње са њеном издавачком кућом Џив Рекордс. Албум је издат 10. новембра 2009. године у неколико различитих издања: стандардно издање са највећим хитовима, стандардно издање које укључује бонус ДВД и паковање са 29 ЦД синглова које укључује и ДВД са 26 музичких спотова. Свако издање укључује нову песму “3 “.

## Позадина
12. јула 2009. године Бритни је објавила преко њеног Твитер налога да је почела да ради на новим материјалу у Шведској са познатим продуцентом Макс Мартином. У септембру исте године, њена издавачка кућа је званично објавила издавање Бритнине друге компилације највећих хитова названом The Singles Collection. Датум изласка је потврђен за 24. новембар 2009. године, али су касније представници Џив Рекордса изјавили да ће се издавање померити за 10. новембар.

## Успех
У САД, компилација је дебитовала на 22. месту листе Billboard 200, продајући 26.800 примерака у првој недељи. Од фебруара 2010, албум се продао у преко 124.000 примерака у САД. У Канади се албум продао у преко 40.000 примерака и добио је златни статус. У Мексику је продат у преко 30.000 примерака где је такође добио златни статус. У Аустралији је дебитовао на 23. месту, а у Новом Зеланду на 22. месту. У већини земаља Европе компилација је достигла Топ 40. Албум је до 1. јануара 2012. године продао прело 700.000 копија у свету.

## Синглови
је потврђен као једини сингл са албума, издат 23. септембра 2009, а 29. на радио-станицама. Песма је добила позитивне критике и дебитовала је на првом месту на листи Billboard Hot 100 и тако учинила Бритни првим извођачем који је дебитовао на првом месту у последње три године. То је 16. песма у историји листе која је дебитовала на првом месту и такође песма са најкраћим називом која је достигла прво место. У Канади је такође дебитовала на првом месту и достигла је топ 10 у већини европских земаља.

## Листа песама
Стандарно издање
1. "3" - 	3:25
2. "...Baby One More Time" - 3:31
3. "(You Drive Me) Crazy" - 3:17
4. "Born to Make You Happy" - 3:35
5. "Oops!... I Did It Again" - 3:31
6. "Stronger" - 3:23
7. "I'm A Slave 4 U" - 3:25
8. "Boys (The Co-Ed Remix)" - 3:46
9. "Me Against the Music" - 3:45
10. "Toxic" - 3:20
11. "Everytime" - 3:50
12. "Gimme More" - 4:11
13. "Piece of Me" - 3:32
14. "Womanizer" - 3:43
15. "Circus" - 3:11
16. "If U Seek Amy" - 3:36
17. "Radar" - 3:48

ДВД са музичким спотовима
1. "... Baby One More Time"
2. "(You Drive Me) Crazy"
3. "Born to Make You Happy"
4. "Oops! ... I Did It Again"
5. "Stronger"
6. "I'm a Slave 4 U"
7. "I'm Not a Girl, Not Yet a Woman"
8. "Me Against the Music"
9. "Toxic"
10. "Everytime"
11. "Gimme More"
12. "Piece of Me"
13. "Womanizer"
14. "Circus"
15. "If U Seek Amy"
16. "Radar"